# Cristiano Vasconcelos
Cristiano Pinto Vasconcelos (sinh ngày 10 tháng 7 năm 1989) là một cầu thủ bóng đá người Bồ Đào Nha thi đấu cho Marítimo B ở vị trí hậu vệ.

## Sự nghiệp bóng đá
Ngày 18 tháng 5 năm 2013, Vasconcelos có màn ra mắt cho Marítimo B trong trận đấu tại Giải bóng đá hạng nhất quốc gia Bồ Đào Nha 2012–13 trước Aves.